# Пудость (посёлок)
Пу́дость (фин. Puutosti, Suuri Puutosti) — посёлок сельского типа в Гатчинском муниципальном округе. Бывший административный центр Пудостьского сельского поселения.

## История
Впервые упоминается в Писцовой книге Водской пятины 1500 года как сельцо Пудость на речке на Пудости в Богородицком Дягилинском погосте Копорского уезда.
Затем как деревня Pudost by в Дягилинском погосте в шведских «Писцовых книгах Ижорской земли» 1618—1623 годов.
Обозначена как Pudost на карте топографа Бергенгейма, созданной по материалам 1676 года.
Упоминается на шведской «Генеральной карте провинции Ингерманландии» 1704 года как деревня Pudostby.
Как деревня Пудость — на карте Санкт-Петербургской губернии Я. Ф. Шмидта 1770 года.
Деревня являлась вотчиной великого князя Константина Павловича из которой в 1806—1807 годах были выставлены ратники Императорского батальона милиции.
Рядом с посёлком Пудость находятся каменоломни, где в XVIII—XIX веках добывали пудостский камень для постройки и облицовки многих строений в Санкт-Петербурге, Гатчине, Павловске и Царском селе.
На «Топографической карте окрестностей Санкт-Петербурга» Военно-топографического депо Главного штаба 1817 года обозначены смежные деревни: Большая Пудость из 23 дворов и при ней «Изобильные ключи»; Пудость из 4 дворов и при ней «Мучная мельница» и «Инвалидный дом»; Себягюля из 23 дворов и при ней «Плитная ломка»; Репузи из 10 дворов и при ней «Каменная ломка».
На «Топографической карте окрестностей Санкт-Петербурга» Ф. Ф. Шуберта 1831 года упомянуты: Пудость из 27 дворов и при ней «Дом питейный», Малая Пудость (впоследствии — Миллюкюля) из 5 дворов и при ней «Пудостьская мельница», Себягюля из 23 дворов и Репузи из 12 дворов, а при ней два известковых завода.

БОЛЬШАЯ ПУДОСТЬ — деревня принадлежит ведомству Гатчинского городового правления, число жителей по ревизии: 60 м. п., 70 ж. п. 

РЕПУЗЕВА — деревня принадлежит ведомству Гатчинского городового правления, число жителей по ревизии: 27 м. п., 41 ж. п. 

ПУДОСТЬ СЕБЯКИЛЯ — деревня принадлежит ведомству Гатчинского городового правления, число жителей по ревизии: 54 м. п., 58 ж. п. (1838 год)

На карте Ф. Ф. Шуберта 1844 года и профессора С. С. Куторги 1852 года обозначена деревня Большая Пудость, состоящая из 28 дворов.
На этнографической карте Санкт-Петербургской губернии П. И. Кёппена 1849 года она обозначена как деревня «Gross Pudosti», расположенная в ареале расселения эвремейсов. В пояснительном тексте к этнографической карте записаны четыре смежные деревни:
- Suuri (Gross) Pudosti (Большая Пудость), количество жителей на 1848 год: эурямёйсет — 57 м. п., 70 ж. п., савакотов — 19 м. п., 21 ж. п., всего 167 человек
- Rjeppoisi (Репузева), количество жителей на 1848 год: савакотов — 25 м. п., 24 ж. п., всего 49 человек
- Sepänkylä (Пудость Себякиля), количество жителей на 1848 год: эурямёйсет — 54 м. п., 61 ж. п., всего 115 человек
- Myllyn kylä (Мюлля Куля, Мельница, или Малая Пудость), количество жителей на 1848 год: савакотов — 13 м. п., 17 ж. п., всего 30 человек[16]

ПУДОСТЬ БОЛЬШАЯ — деревня Гатчинского дворцового правления, по почтовому тракту, число дворов — 25, число душ — 78 м. п.

ПУДОСТЬ РЕПУЗЕВА — деревня Гатчинского дворцового правления, по почтовому тракту, число дворов — 9, число душ — 20 м. п.

ПУДОСТЬ СЕБЯКЮЛЯ — деревня Гатчинского дворцового правления, по почтовому тракту, число дворов — 19, число душ — 52 м. п. (1856 год)

Согласно «Топографической карте частей Санкт-Петербургской и Выборгской губерний» в 1860 году деревня Пудость состояла из 27 крестьянских дворов, а смежно с ней располагались деревни: Пудость Репузева из 27 и Малая Пудость (Миллюкюля) из 4 дворов. В последней находилась мельница и кузница.

БОЛЬШАЯ ПУДОСТЬ — деревня удельная при речке Пудости, число дворов — 27, число жителей: 77 м. п., 93 ж. п.

РЕПУЗЕВА — деревня удельная при речке Пудости, число дворов — 9, число жителей: 22 м. п., 27 ж. п.
(1862 год)

В 1866 году в Пудости открылась первая, церковно-приходская школа, в 1871 году она была преобразована в волостную.
В 1879 году деревня Большая Пудость насчитывала 27 дворов и кузницу, деревня Себякюля — 20 дворов и известковый завод, а деревня Репузи — 9 крестьянских дворов.

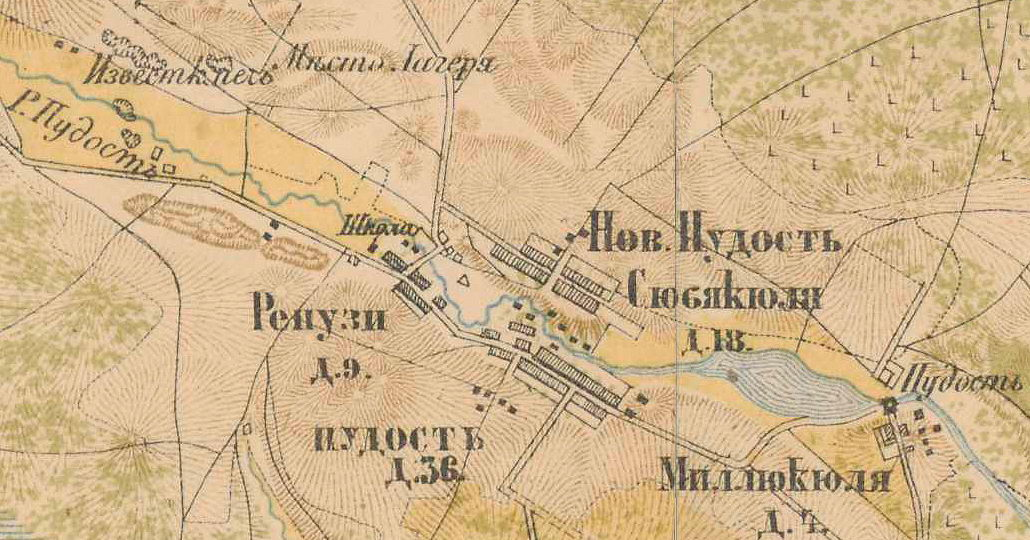
План деревни Пудость. 1885 год

В 1885 году, согласно карте окрестностей Петербурга, деревня Пудость насчитывала 36 дворов, Новая Пудость (Себякюля) — 18, Репузи — 9. Сборник же Центрального статистического комитета описывал их так:

ПУДОСТЬ (БОЛЬШАЯ) — деревня бывшая удельная, дворов — 34, жителей — 160; лавка.

РЕПУЗЕВА — деревня бывшая удельная, дворов — 12, жителей — 56; лавка. (1885 год).

В конце XIX — начале XX века деревни административно относились к Старосворицкой волости 3-го стана Царскосельского уезда Санкт-Петербургской губернии. Население деревни было исключительно финским.
В 1913 году в Большой Пудости было 36 дворов, в Новопудости — 31, в Репузи — 20.
С 1917 года в составе Пудостьского сельсовета Староскворицкой волости Детскосельского уезда.
В 1926 году был организован Пудостьский финский национальный сельсовет, население которого составляли: финны — 2267, русские — 513, другие нац. меньшинства — 23 человека. Согласно данным переписи населения СССР 1926 года в деревне Пудость (большая) Пудостьского сельсовета Староскворицкой волости Троцкого уезда проживали 223 человека, почти все финны.
С 1927 года в составе Красносельской волости.
В 1928 году население деревни Большая Пудость также составляло 223 человека.

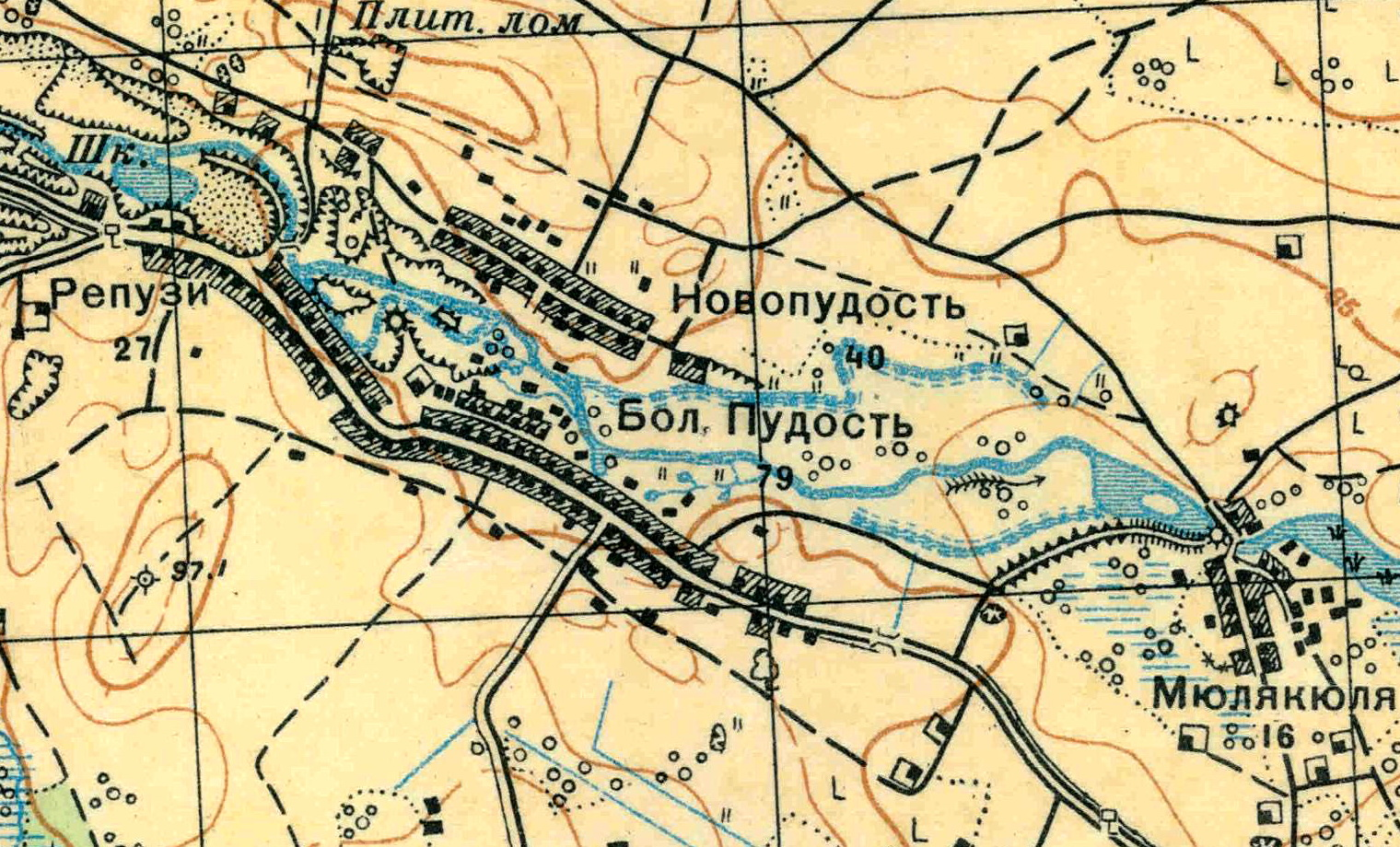
План деревни Пудость. 1931 год

По данным 1933 года в состав Пудостьского финского национального сельсовета Красногвардейского района входили 22 населённых пункта: деревни Вайлово, Ивановка, Кайязи, Кирлово, Кямяря, Мельница, Мили-Кюля, Мыза Ивановка, Новая Жизнь, Большая Оравка, Малая Оравка, Большое Пегелево, Малое Пегелево, Покизен Пузосково, Большая Пудость, Новая Пудость, Большое Рейзино, Малое Рейзино, Речпузи, Сокколово, Турдия, Юля-Пурсково, общей численностью населения 2701 человек. Административным центром сельсовета являлась деревня Мельница.
По данным 1936 года в состав Пудостьского сельсовета входили: 21 населённый пункт, 654 хозяйства и 19 колхозов. Центром сельсовета была деревня Пудость.
Весной 1939 года национальный сельсовет был ликвидирован.
Деревня была освобождена от немецко-фашистских оккупантов 22 января 1944 года.
В 1958 году население деревни Пудость составляло 409 человек.
По данным 1966 и 1973 годов посёлок Пудость входил в состав Пудостьского сельсовета, однако административным центром сельсовета являлась деревня Мыза-Ивановка.
По данным 1990 года в посёлке Пудость проживали 2316 человек. Посёлок являлся административным центром Пудостьского сельсовета в который входили 30 населённых пунктов: деревни Алапурская, Ахмузи, Большое Рейзино, Ивановка, Истинка, Кезелево, Кемпелево, Корпиково, Котельниково, Куйдузи, Кямяря, Лайдузи, Малая Оровка, Малое Рейзино, Мута-Кюля, Мыза-Ивановка, Педлино, Пеньково, Петрово, Пеушалово, Покизен-Пурская, Скворицы, Сокколово, Терволово, Тихвика, Хиндикалово, Хюттелево, Черново, Юля-Пурская и посёлок Пудость, общей численностью населения 9062 человека.
В 1997 году в посёлке проживали 2523 человека, в 2002 году — 2505 человек (русские — 89%), в 2007 году — 2510, в 2010 году — 2500.

## География
Посёлок расположен в северной части района на автодороге 41К-228 (Пудость — автодорога 41К-011).
К югу от посёлка проходит автодорога 41К-011 (Стрельна — Гатчина). Расстояние до районного центра — 8 км.
Через посёлок протекает река Ижора.

## Демография
| 1862 | 2007  | 2010  | 2017  | 2021  |
| ---- | ----- | ----- | ----- | ----- |
| 170  | ↗2510 | ↘2500 | ↗2750 | ↗4079 |

### Национальный состав
Согласно данным Всероссийской переписи населения 2021 года в посёлке проживали 4079 человек, из них:
русские — 3483, узбеки — 207, украинцы — 41, татары — 23, таджики — 22, финны — 17, белорусы — 13, азербайджанцы — 9, цыгане — 8, туркмены — 5, чуваши — 5, аварцы — 4, киргизы — 4, лезгины — 4, казахи — 3, латыши — 3, арабы — 2, армяне — 2, калмыки — 2, корейцы — 2, эстонцы — 2, вепсы — 1, карелы — 1, коми — 1, крымские татары — 1, кубинцы — 1, марийцы — 1, молдаване — 1, поляки — 1, тувинцы — 1, другие национальности — 34 человека, остальные национальность не указали.

## Инфраструктура
На территории посёлка находятся предприятия: птицефабрика «Скворицы», цех переработки, котельная, очистные сооружения.
В посёлке есть библиотека, почтовое отделение. В километре от посёлка проходит Октябрьская железная дорога, имеется железнодорожная станция Пудость.
Окончено строительство малоэтажного жилого комплекса «Кивенаппа-Юг». Комплекс сдан в эксплуатацию. 

## Образование
- Пудостьская СОШ[44]
- Детский сад № 19[45]

## Улицы
Береговой переулок, Верстовой проезд, Весенняя, Воскресенская, Зайончковского, Заречная, Ижорская, Караваевская, Каретный проезд, Комсомольская, Лесная, Луговая, Медовая, Мельничная, Молодёжная, Новая, Окружная, Парковая, Печная, Подъездная, Полевая, Половинкиной, Посадский проезд, Румяная, Садовая, Сельский проезд, Сенная, Солнечная, Усадебная, Фабричная.

## Садоводства
Балтиец.